# Zaricine, Simferopol
Zaricine (în ucraineană Зарічне) este un sat în comuna Dobre din raionul Simferopol, Republica Autonomă Crimeea, Ucraina.

## Demografie
Componența lingvistică a localității Zaricine
     Rusă (61,65%)
     Tătară crimeeană (27,8%)
     Ucraineană (8,29%)
     Alte limbi (0,34%)
Conform recensământului din 2001, majoritatea populației localității Zaricine era vorbitoare de rusă (61,65%), existând în minoritate și vorbitori de tătară crimeeană (27,8%) și ucraineană (8,29%).